# You’re the Worst/Episodenliste

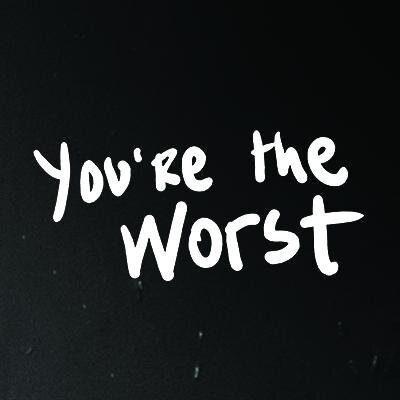
Logo zur Serie

Diese Episodenliste enthält alle Episoden der US-amerikanischen Comedyserie You’re the Worst, sortiert nach der US-amerikanischen Erstausstrahlung. Die Fernsehserie umfasst derzeit fünf Staffeln mit 62 Episoden. Die Serie endete am 3. April 2019.

## Übersicht
| Staffel | Episodenanzahl | Erstausstrahlung USA | Erstausstrahlung USA | Deutschsprachige Erstausstrahlung | Deutschsprachige Erstausstrahlung |
| Staffel | Episodenanzahl | Staffelpremiere      | Staffelfinale        | Staffelpremiere                   | Staffelfinale                     |
| ------- | -------------- | -------------------- | -------------------- | --------------------------------- | --------------------------------- |
| 1       | 10             | 17. Juli 2014        | 18. September 2014   | 6. Juli 2015                      | 3. August 2015                    |
| 2       | 13             | 9. September 2015    | 9. Dezember 2015     | 23. April 2016                    | 21. Mai 2016                      |
| 3       | 13             | 31. August 2016      | 16. November 2016    | 29. April 2017                    | 17. Juni 2017                     |
| 4       | 13             | 6. September 2017    | 15. November 2017    | 26. Mai 2018                      | 14. Juli 2018                     |
| 5       | 13             | 9. Januar 2019       | 3. April 2019        | 26. Juni 2019                     | 31. Juli 2019                     |

## Staffel 1
Die Erstausstrahlung der ersten Staffel war vom 17. Juli bis zum 18. September 2014 auf dem US-amerikanischen Sender FX Network zu sehen. Die deutschsprachige Erstausstrahlung sendete der deutsche Free-TV-Sender sixx vom 6. Juli bis zum 3. August 2015.
| Nr. (ges.) | Nr. (St.) | Deutscher Titel         | Originaltitel                                 | Erstausstrahlung USA | Deutschsprachige Erstausstrahlung (D) | Regie               | Drehbuch                          | Zuschauer (USA) |
| ---------- | --------- | ----------------------- | --------------------------------------------- | -------------------- | ------------------------------------- | ------------------- | --------------------------------- | --------------- |
| 1          | 1         | Wer ist der Schlimmste? | Pilot                                         | 17. Juli 2014        | 6. Juli 2015                          | Jordan Vogt-Roberts | Stephen Falk                      | 0,765 Mio.      |
| 2          | 2         | Fünf Tage Pause         | Insouciance                                   | 24. Juli 2014        | 6. Juli 2015                          | Alex Hardcastle     | Stephen Falk                      | 0,610 Mio.      |
| 3          | 3         | Die Schlüsselfrage      | Keys Open Doors                               | 31. Juli 2014        | 13. Juli 2015                         | Alex Hardcastle     | Stephen Falk                      | 0,39 Mio.       |
| 4          | 4         | Was Normalos tun        | What Normal People Do                         | 7. Aug. 2014         | 13. Juli 2015                         | Alex Hardcastle     | Stephen Falk                      | 0,565 Mio.      |
| 5          | 5         | Sunday Funday           | Sunday Funday                                 | 14. Aug. 2014        | 20. Juli 2015                         | Jordan Vogt-Roberts | Stephen Falk                      | 0,415 Mio.      |
| 6          | 6         | Sind wir quitt?         | PTSD                                          | 21. Aug. 2014        | 20. Juli 2015                         | Jordan Vogt-Roberts | Franklin Hardy & Shane Kosakowski | 0,555 Mio.      |
| 7          | 7         | Sein erster Dreier      | Equally Dead Inside                           | 28. Aug. 2014        | 27. Juli 2015                         | Jordan Vogt-Roberts | Alison Bennett                    | 0,533 Mio.      |
| 8          | 8         | Trink deine Milch!      | Finish Your Milk                              | 4. Sep. 2014         | 27. Juli 2015                         | Matt Shakman        | Eva Anderson                      | 0,472 Mio.      |
| 9          | 9         | Da war doch was …       | Constant Horror and Bone-Deep Dissatisfaction | 11. Sep. 2014        | 3. Aug. 2015                          | Matt Shakman        | Stephen Falk                      | 0,535 Mio.      |
| 10         | 10        | Pitbulls auf der Couch  | Fists and Feet and Stuff                      | 18. Sep. 2014        | 3. Aug. 2015                          | Matt Shakman        | Stephen Falk                      | 0,552 Mio.      |

## Staffel 2
Die Erstausstrahlung der zweiten Staffel war vom 9. September bis zum 9. Dezember 2015 auf dem US-amerikanischen Sender FXX zu sehen. Die deutschsprachige Erstausstrahlung sendete der deutsche Pay-TV-Sender ProSieben Fun vom 23. April bis zum 21. Mai 2016.
| Nr. (ges.) | Nr. (St.) | Deutscher Titel                  | Originaltitel                    | Erstausstrahlung USA | Deutschsprachige Erstausstrahlung (D) | Regie           | Drehbuch                          | Zuschauer (USA) |
| ---------- | --------- | -------------------------------- | -------------------------------- | -------------------- | ------------------------------------- | --------------- | --------------------------------- | --------------- |
| 11         | 1         | Partnertarif                     | The Sweater People               | 9. Sep. 2015         | 23. Apr. 2016                         | Alex Hardcastle | Stephen Falk                      | 0,30 Mio.       |
| 12         | 2         | Kool Kat                         | Crevasses                        | 16. Sep. 2015        | 23. Apr. 2016                         | Alex Hardcastle | Stephen Falk                      | 0,27 Mio        |
| 13         | 3         | Bitches von gestern              | Born Dead                        | 23. Sep. 2015        | 30. Apr. 2016                         | Alex Hardcastle | Stephen Falk                      | 0,23 Mio.       |
| 14         | 4         | Lasagne zum Frühstück            | All About That Paper             | 30. Sep. 2015        | 30. Apr. 2016                         | Alex Hardcastle | Franklin Hardy & Shane Kosakowski | 0,29 Mio        |
| 15         | 5         | Geheimste Träume                 | We Can Do Better Than This       | 7. Okt. 2015         | 30. Apr. 2016                         | Wendey Stanzler | Eva Anderson                      | 0,20 Mio.       |
| 16         | 6         | Tränen in der Nacht              | Side Bitch                       | 14. Okt. 2015        | 30. Apr. 2016                         | Wendey Stanzler | Alison Bennett                    | 0,13 Mio.       |
| 17         | 7         | There Is Not Currently a Problem | There Is Not Currently A Problem | 21. Okt. 2015        | 14. Mai 2016                          | Wendey Stanzler | Stephen Falk & Philippe Iujvidin  | 0,18 Mio.       |
| 18         | 8         | Die Mördertour                   | Spooky Sunday Funday             | 28. Okt. 2015        | 14. Mai 2016                          | Wendey Stanzler | Stephen Falk                      | 0,24 Mio.       |
| 19         | 9         | Die Spießer-Nummer               | LCD Soundsystem                  | 4. Nov. 2015         | 14. Mai 2016                          | Stephen Falk    | Stephen Falk                      | 0,23 Mio.       |
| 20         | 10        | Shitty Jimmy                     | A Right Proper Story             | 11. Nov. 2015        | 14. Mai 2016                          | Stephen Falk    | Franklin Hardy & Shane Kosakowski | 0,18 Mio.       |
| 21         | 11        | Nichts geht mehr                 | A Rapidly Mutating Virus         | 18. Nov. 2015        | 21. Mai 2016                          | Matt Shakman    | Eva Anderson & Alison Bennett     | 0,18 Mio.       |
| 22         | 12        | Immer noch hier?                 | Other Things You Could Be Doing  | 2. Dez. 2015         | 21. Mai 2016                          | Matt Shakman    | Stephen Falk                      | 0,17 Mio.       |
| 23         | 13        | Das Herz ist ein Dummkopf        | The Heart is a Dumb Dumb         | 9. Dez. 2015         | 21. Mai 2016                          | Matt Shakman    | Stephen Falk                      | 0,27 Mio.       |

## Staffel 3
Die Erstausstrahlung der dritten Staffel war vom 31. August bis zum 16. November 2016 auf dem US-amerikanischen Sender FXX zu sehen. Die deutschsprachige Erstausstrahlung sendete der Pay-TV-Sender ProSieben Fun vom 29. April bis zum 17. Juni 2017.
| Nr. (ges.) | Nr. (St.) | Deutscher Titel          | Originaltitel                                         | Erstausstrahlung USA | Deutschsprachige Erstausstrahlung (D) | Regie           | Drehbuch                                        | Zuschauer (USA) |
| ---------- | --------- | ------------------------ | ----------------------------------------------------- | -------------------- | ------------------------------------- | --------------- | ----------------------------------------------- | --------------- |
| 24         | 1         | Mit einem Fuß in der Tür | Try Real Hard                                         | 31. Aug. 2016        | 29. Apr. 2017                         | Wendey Stanzler | Stephen Falk                                    | 0,35 Mio.       |
| 25         | 2         | Das Ding ist raus!       | Fix Me, Dummy                                         | 7. Sep. 2016         | 29. Apr. 2017                         | Wendey Stanzler | Stephen Falk                                    | 0,27 Mio.       |
| 26         | 3         | Der Alte ist tot         | Bad News: Dude’s Dead                                 | 14. Sep. 2016        | 6. Mai 2017                           | Wendey Stanzler | Eva Anderson                                    | 0,35 Mio.       |
| 27         | 4         | Heul doch!               | Men Get Strong                                        | 21. Sep. 2016        | 6. Mai 2017                           | Stephen Falk    | Alison Bennett                                  | 0,21 Mio.       |
| 28         | 5         | 22 jeden Tag             | Twenty-Two                                            | 28. Sep. 2016        | 13. Mai 2017                          | Stephen Falk    | Stephen Falk                                    | 0,20 Mio.       |
| 29         | 6         | Das Sonntagsrätsel       | The Last Sunday Funday                                | 5. Okt. 2016         | 13. Mai 2017                          | Wendey Stanzler | Stephen Falk                                    | 0,22 Mio.       |
| 30         | 7         | Die Asche meines Vaters  | The Only Thing That Helps                             | 12. Okt. 2016        | 20. Mai 2017                          | Stephen Falk    | Franklin Hardy & Shane Kosakowski               | 0,24 Mio.       |
| 31         | 8         | Beta-Männchen            | Genetically Inferior Beta Males                       | 19. Okt. 2016        | 20. Mai 2017                          | Stephen Falk    | Philippe Iujvidin                               | 0,20 Mio.       |
| 32         | 9         | Die Nummer am Lagerfeuer | The Seventh Layer                                     | 26. Okt. 2016        | 3. Juni 2017                          | Wendey Stanzler | Stephen Falk                                    | 0,18 Mio.       |
| 33         | 10        | Spaß mit Gras            | Talking To Me, Talking To Me                          | 2. Nov. 2016         | 3. Juni 2017                          | Wendey Stanzler | Alison Bennett                                  | 0,11 Mio.       |
| 34         | 11        | Alles auf Null           | The Inherent, Unsullied Qualitative Value of Anything | 9. Nov. 2016         | 10. Juni 2017                         | Wendey Stanzler | Franklin Hardy & Shane Kosakowski               | 0,18 Mio.       |
| 35         | 12        | Es war eine Schlange     | You Knew It Was a Snake                               | 16. Nov. 2016        | 10. Juni 2017                         | Wendey Stanzler | Eva Anderson                                    | 0,20 Mio.       |
| 36         | 13        | Feuerwerk über Hollywood | No Longer Just Us                                     | 16. Nov. 2016        | 17. Juni 2017                         | Wendey Stanzler | Stephen Falk, Franklin Hardy & Shane Kosakowski | 0,14 Mio.       |

## Staffel 4
Die Erstausstrahlung der vierten Staffel  war vom 6. September  bis zum 15. November 2017 auf dem US-amerikanischen Sender FXX statt. Die beiden letzten Folgen liefen am 15. November 2017. Die deutschsprachige Erstausstrahlung sendete der Pay-TV-Sender ProSieben Fun vom 26. Mai bis zum 14. Juli 2018.
| Nr. (ges.) | Nr. (St.) | Deutscher Titel                     | Originaltitel                     | Erstausstrahlung USA | Deutschsprachige Erstausstrahlung (D) | Regie         | Drehbuch                          | Zuschauer (USA) |
| ---------- | --------- | ----------------------------------- | --------------------------------- | -------------------- | ------------------------------------- | ------------- | --------------------------------- | --------------- |
| 37         | 1         | Drei Monate, mehr oder weniger (1)  | It’s Been, Part 1                 | 6. Sep. 2017         | 26. Mai 2018                          | Stephen Falk  | Stephen Falk                      | 0,30 Mio.       |
| 38         | 2         | Drei Monate, mehr oder weniger (2)  | It’s Been, Part 2                 | 6. Sep. 2017         | 26. Mai 2018                          | Stephen Falk  | Stephen Falk                      | 0,25 Mio.       |
| 39         | 3         | Hey, sie antwortet nicht            | Odysseus                          | 13. Sep. 2017        | 2. Juni 2018                          | Stephen Falk  | Alison Bennett                    | 0,22 Mio.       |
| 40         | 4         | In der Erotik-Ecke                  | This Is Just Marketing            | 20. Sep. 2017        | 2. Juni 2018                          | Tamra Davis   | Franklin Hardy & Shane Kosakowski | 0,26 Mio.       |
| 41         | 5         | Notfall im Schlafzimmer             | Fog of War, Bro                   | 27. Sep. 2017        | 9. Juni 2018                          | Stephen Falk  | Eva Anderson                      | 0,22 Mio.       |
| 42         | 6         | Keiner kämpft um mich               | There’s Always A Back Door        | 4. Okt. 2017         | 9. Juni 2018                          | Tamra Davis   | Philippe Iujvidini                | 0,26 Mio.       |
| 43         | 7         | Die Zeitreise                       | Not a Great Bet                   | 11. Okt. 2017        | 16. Juni 2018                         | Tamra Davis   | Stephen Falk                      | 0,21 Mio.       |
| 44         | 8         | Die Scheidungsparty                 | A Bunch of Hornballs              | 18. Okt. 2017        | 16. Juni 2018                         | Heath Cullens | Alison Bennett                    | 0,31 Mio.       |
| 45         | 9         | Die traurigste Tante von Manchester | Worldstar!                        | 25. Okt. 2017        | 30. Juni 2018                         | Heath Cullens | Franklin Hardy & Shane Kosakowski | 0,14 Mio.       |
| 46         | 10        | Der rothaarige Doktor               | Dad-Not-Dad                       | 1. Nov. 2017         | 30. Juni 2018                         | Heath Cullens | Eva Anderson                      | 0,20 Mio.       |
| 47         | 11        | Der internationale Abend            | From The Beginning, I Was Screwed | 8. Nov. 2017         | 14. Juli 2018                         | Steph Green   | Franklin Hardy & Shane Kosakowski | 0,21 Mio.       |
| 48         | 12        | Schluss mit L.A.                    | Like People                       | 15. Nov. 2017        | 14. Juli 2018                         | Steph Green   | Alison Bennett & Eva Anderson     | 0,28 Mio.       |
| 49         | 13        | Im Oktober                          | It’s Always Been This Way         | 15. Nov. 2017        | 14. Juli 2018                         | Stephen Falk  | Eva Anderson & Stephen Falk       | 0,19 Mio.       |

## Staffel 5
Die Erstausstrahlung der fünften Staffel war vom 9. Januar bis zum 3. April 2019 auf dem US-amerikanischen Sender FXX statt. Die deutschsprachige Erstausstrahlung sendete der Pay-TV-Sender ProSieben Fun vom 26. Juni bis zum 31. Juli 2019.
| Nr. (ges.) | Nr. (St.) | Deutscher Titel                     | Originaltitel                             | Erstausstrahlung USA | Deutschsprachige Erstausstrahlung (D) | Regie               | Drehbuch                               | Zuschauer (USA) |
| ---------- | --------- | ----------------------------------- | ----------------------------------------- | -------------------- | ------------------------------------- | ------------------- | -------------------------------------- | --------------- |
| 50         | 1         | Die beste Lovestory der Welt        | The Intransigence of Love                 | 9. Jan. 2019         | 26. Juni 2019                         | Stephen Falk        | Stephen Falk                           | 0,27 Mio.       |
| 51         | 2         | Termin ist Termin                   | The Pin In My Grenade                     | 16. Jan. 2019        | 26. Juni 2019                         | Stephen Falk        | Philippe Iujvidin                      | 0,16 Mio.       |
| 52         | 3         | Ruf deine Mutter an!                | The One Thing We Don’t Talk About         | 23. Jan. 2019        | 3. Juli 2019                          | Stephen Falk        | Sarah Carbiener & Erica Rosbe          | 0,20 Mio.       |
| 53         | 4         | Geld? Welches Geld?                 | What Money?                               | 30. Jan. 2019        | 3. Juli 2019                          | Ryan Case           | Evan Mann & Gareth Reynolds            | 0,19 Mio.       |
| 54         | 5         | Wo ist der Bad Boy?                 | A Very Good Boy                           | 6. Feb. 2019         | 10. Juli 2019                         | Ryan Case           | Marquita J. Robinson                   | 0,14 Mio.       |
| 55         | 6         | Vögelwoche                          | This Brief Fermata                        | 13. Feb. 2019        | 10. Juli 2019                         | Ryan Case           | April Shih                             | 0,16 Mio.       |
| 56         | 7         | Die Sache mit Quinn                 | Zero Eggplants                            | 20. Feb. 2019        | 17. Juli 2019                         | Alex Hardcastle     | Stephen Falk                           | 0,19 Mio.       |
| 57         | 8         | Mondfinsternis zu dritt             | The Pillars of Creation                   | 27. Feb. 2019        | 17. Juli 2019                         | Alex Hardcastle     | Evan Mann & Gareth Reynolds            | 0,13 Mio.       |
| 58         | 9         | Schüsse in der Wüste                | Bachelor/Bachelorette Party Sunday Funday | 6. März 2019         | 24. Juli 2019                         | Alex Hardcastle     | Stephen Falk                           | 0,20 Mio.       |
| 59         | 10        | Nur noch 29 Tage                    | Magical Thinking                          | 13. März 2019        | 24. Juli 2019                         | Jordan Vogt-Roberts | Marquita J. Robinson & Jane E. Sussman | 0,12 Mio.       |
| 60         | 11        | Zwei Frauen am Fluss                | Four Goddamn More Days                    | 20. März 2019        | 31. Juli 2019                         | Jordan Vogt-Roberts | Philippe Iujvidin                      | 0,18 Mio.       |
| 61         | 12        | Wir haben doch so einen schönen Tag | We Were Having Such a Nice Day            | 27. März 2019        | 31. Juli 2019                         | Jordan Vogt-Roberts | Sarah Carbiener & Erica Rosbe          | 0,17 Mio.       |
| 62         | 13        | Pancakes                            | Pancakes                                  | 3. Apr. 2019         | 31. Juli 2019                         | Stephen Falk        | Stephen Falk                           | 0,16 Mio.       |